# Pantelegrafo

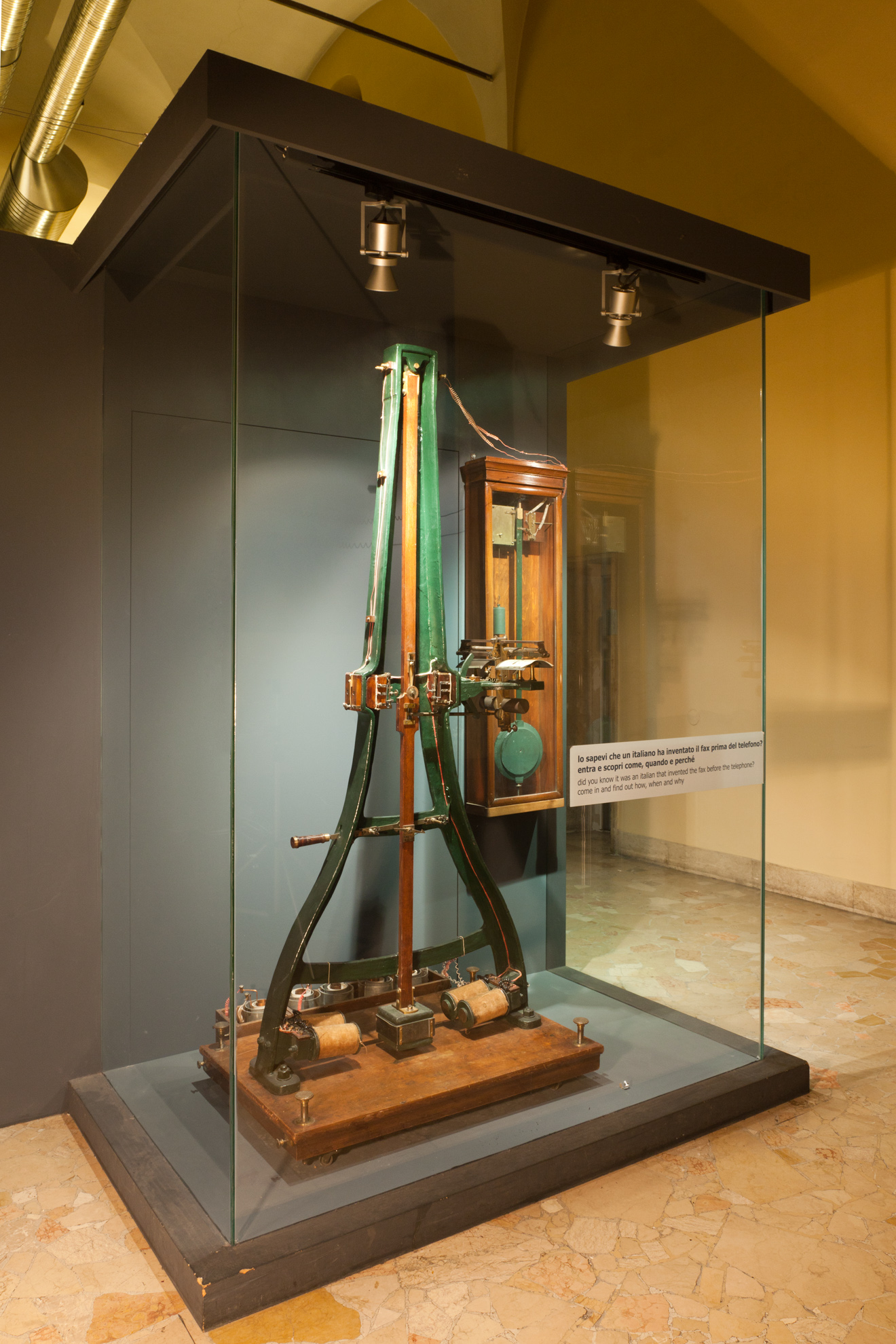
Pantelegrafo dell'abate Giovanni Caselli, replica del 1933. Esposto al Museo nazionale della scienza e della tecnologia Leonardo da Vinci, Milano.

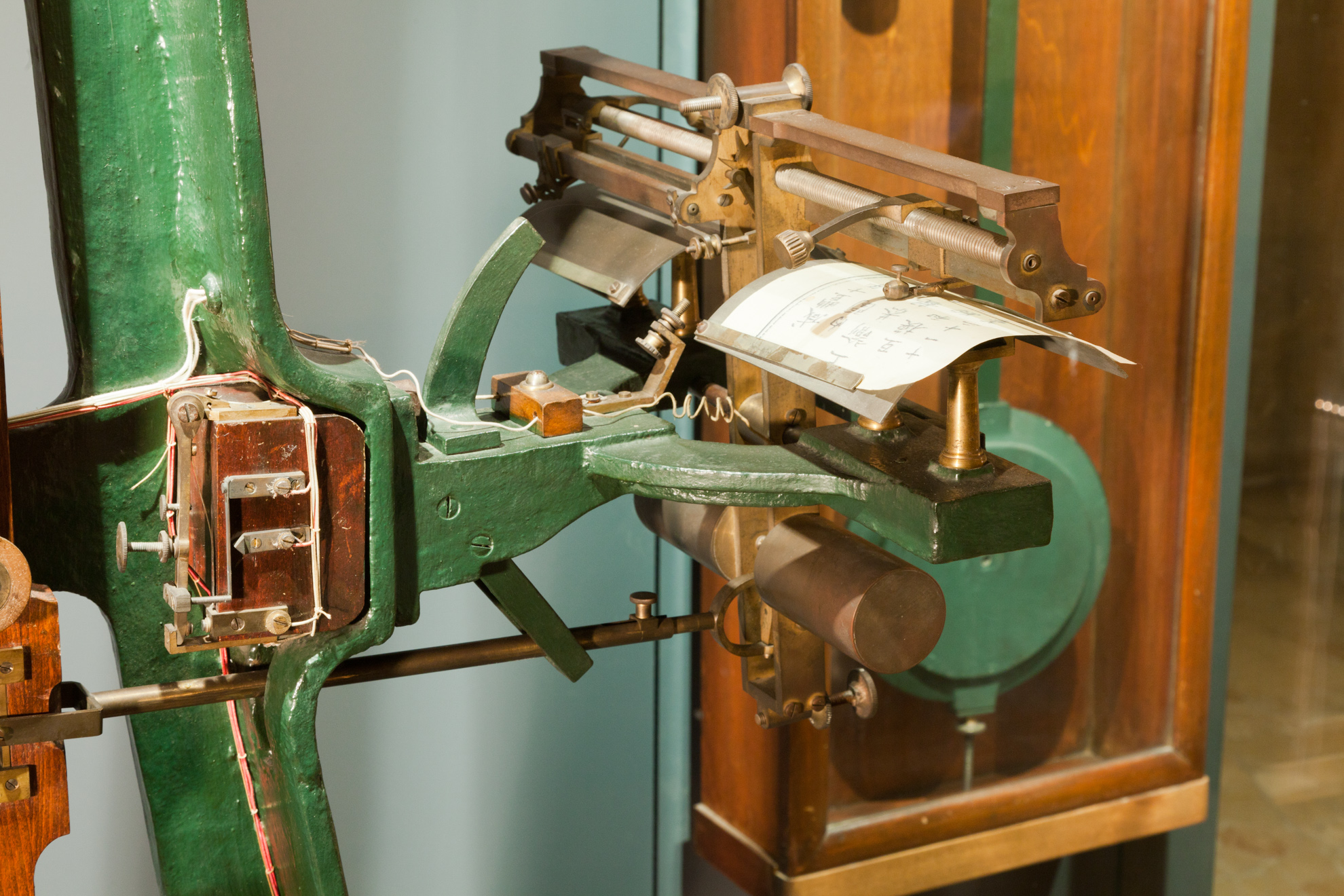
Pantelegrafo di Giovanni Caselli, replica, particolare. Esposto al Museo nazionale della scienza e della tecnologia Leonardo da Vinci, Milano.

Il Pantelegrafo di Caselli

Il pantelegrafo era un dispositivo di telecomunicazione in grado di trasmettere immagini statiche in modo simile all'odierno telefax.

## Descrizione e sviluppo
Fu sviluppato a partire dal 1855 dall'abate Giovanni Caselli, che lo sottopose all'attenzione di Napoleone III.
Fu utilizzato sulle linee telegrafiche Parigi-Lione-Marsiglia dal 1860 al 1870. 
Già nello stesso anno 1860 fu usato anche dal compositore Gioachino Rossini per trasmettere da Parigi una pagina di un suo spartito. S'interessarono al sistema l'Inghilterra (linea Londra-Liverpool) e la Russia (tra le residenze imperiali di Mosca e San Pietroburgo).
Caselli basò il suo lavoro su precedenti esperimenti condotti dallo scozzese Alexander Bain e dal fisico inglese Frederick Backwell nel tentativo di realizzare un sistema di telegrafia elettrica.
Il sistema era in grado di riprodurre a distanza qualunque segno (caratteri, linee, immagini al tratto) effettuando una scansione per linee successive come avviene attualmente nella televisione, ma a bassa velocità. Per questo motivo era chiamato anche telegrafo universale.

Nell'apparato trasmittente il disegno da inviare era tracciato su un foglio metallico con un inchiostro elettricamente isolante.
Una volta essiccato l'inchiostro, un pennino collegato alla linea telegrafica esplorava tutto il foglio una riga per volta, chiudendo il circuito dove l'inchiostro era assente ed aprendolo in corrispondenza dell'immagine. Nell'apparato ricevente era riprodotto lo stesso percorso di scansione del pennino, che in questo caso esplora un foglio di carta trattato chimicamente (con ferrocianuro di potassio). Dove si ha passaggio di corrente elettrica avviene una reazione elettrochimica che provoca l'annerimento della carta. Al termine della scansione si ottiene una riproduzione del disegno originale.

I due apparati ricetrasmettenti devono muoversi in sincronia. Per questo motivo il meccanismo di ciascuna unità è mosso da un pendolo, alto circa due metri, mosso da due elettromagneti, l'oscillazione è sincronizzata per mezzo di impulsi elettrici inviati sulla stessa linea di trasmissione.
In Italia sono presenti tre esemplari di pantelegrafo: uno a Napoli, nell'Istituto Tecnico Statale Giambattista Della Porta, uno a Roma, nel Museo storico della comunicazione del Ministero dello sviluppo economico e uno a Padova, nel Museo della Fisica "Giovanni Poleni".